# The Days of the Phoenix
«The Days of the Phoenix» — пісня американського рок-гурту AFI. Це дебютний сингл з п'ятого студійного альбому « The Art of Drowning», виданий 2000 року.
Також 2001 року був виданий однойменний міні-альбом, до якого увійшли 3 композиції. 2000 року до пісні «The Days of the Phoenix» був відзнятий відеокліп. Сингл посів 152 місце у UK Singles Chart.

## Відеокліп
На відео показано учасників гурту, що грають на сцені перед агресивною аудиторією. Це було третє відео гурту. Режисером відеокліпу став Марк Вебб. Відео було відзняте в концертному залі, розташованому в Санта-Моніці, Каліфорнія.

## Трек-лист
1. "The Days of the Phoenix" – 3:27
2. "A Winter's Tale" – 3:25
3. "Wester" – 3:02